# Chrysosplenium flagelliferum
Chrysosplenium flagelliferum är en stenbräckeväxtart som beskrevs av Friedrich Schmidt. Chrysosplenium flagelliferum ingår i släktet gullpudror, och familjen stenbräckeväxter. Inga underarter finns listade i Catalogue of Life.

## Bildgalleri

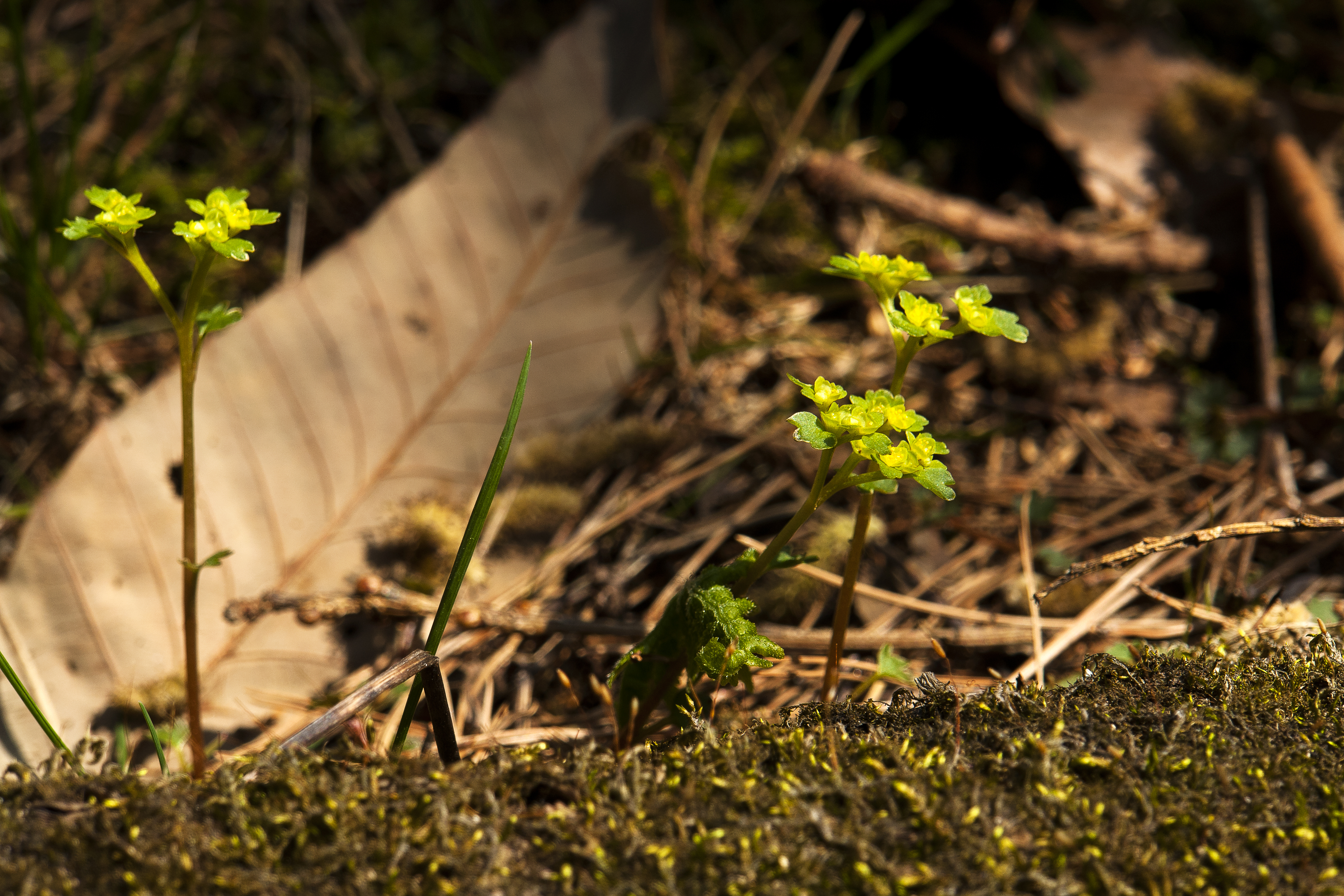
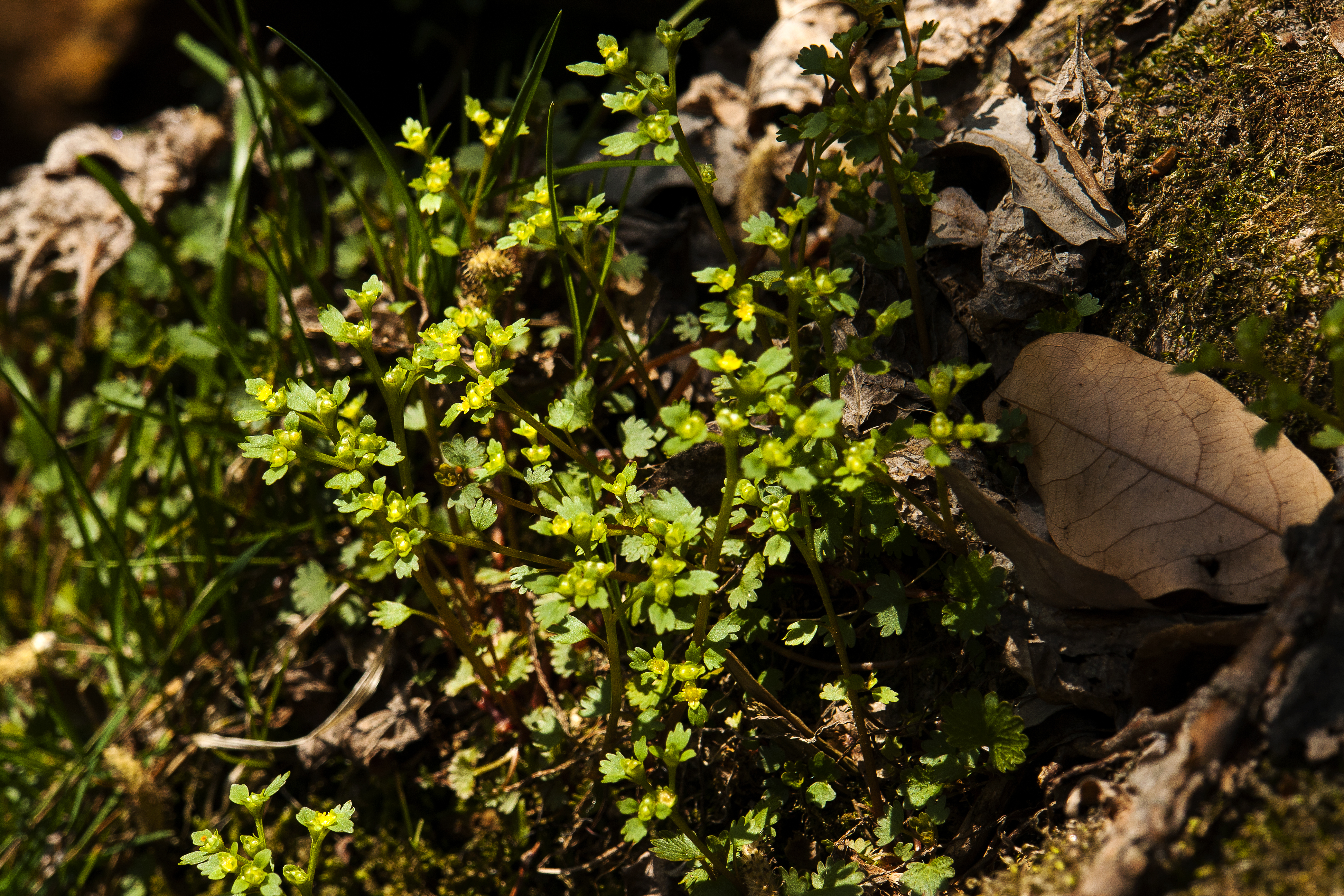
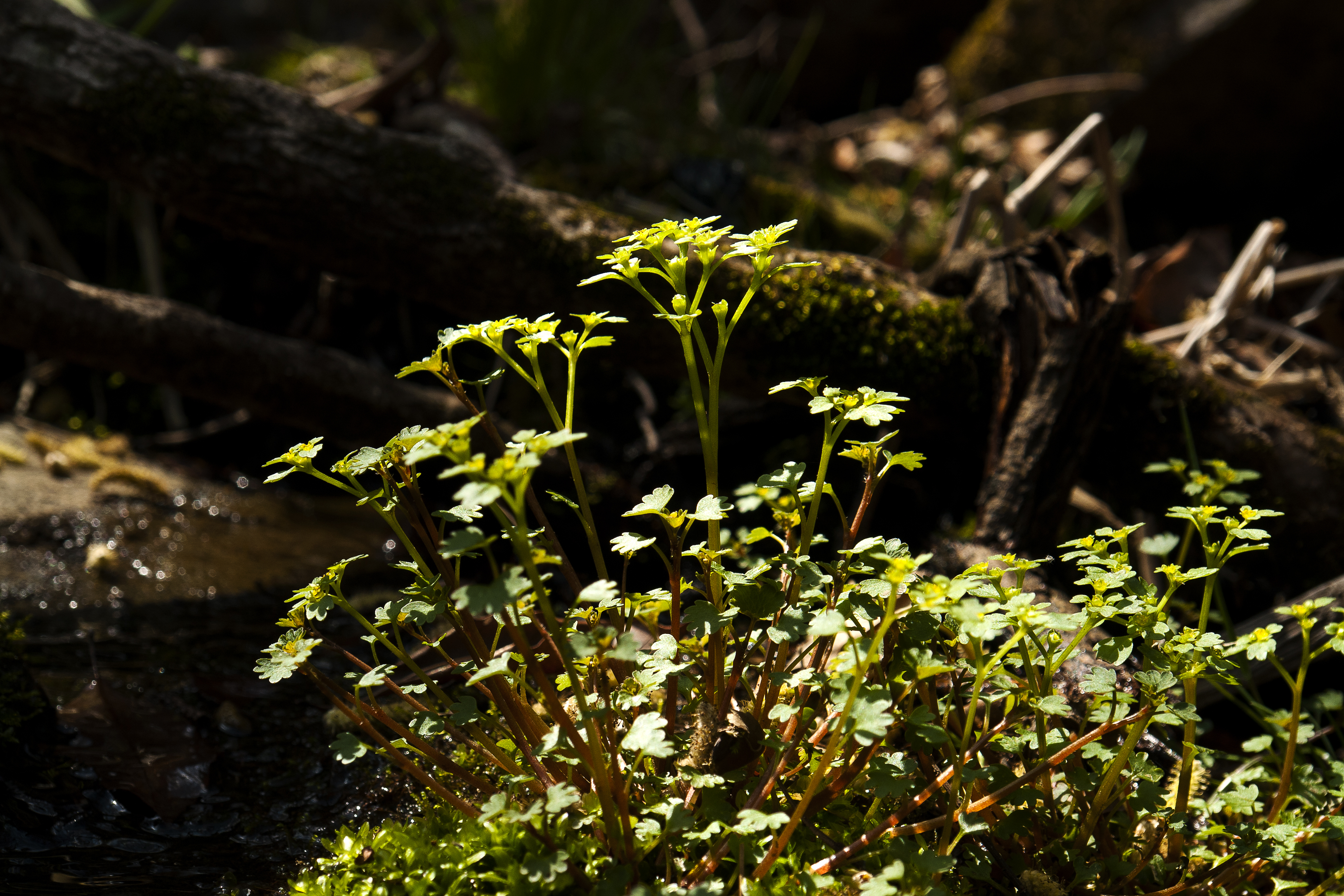